# Kodala lanca
Kodala lanca är en nattsländeart som beskrevs av Martin E. Mosely 1949. Kodala lanca ingår i släktet Kodala och familjen kantrörsnattsländor. Inga underarter finns listade i Catalogue of Life.